# 網紋兇蟾魚
網紋兇蟾魚（学名：Daector reticulata），為輻鰭魚綱蟾魚目蟾魚科的其中一種，被IUCN列為次級保育類動物，分布於中西大西洋的巴拿馬灣海域，體長可達27公分，為底棲性魚類。